# 湯快爽快
湯快爽快（ゆかいそうかい）は、神奈川県を中心に関東地区で営業展開している日帰り温泉施設（スーパー銭湯）。

## 概要
茅ヶ崎市の建築業者、亀井工業が1993年3月17日に茅ヶ崎市内にオープン。その後、神奈川県内を中心に展開し、現在はフランチャイズも含め6店舗が営業している。現在の経営は亀井工業ホールディングス。
多くのスーパー銭湯と同様に、内湯に加えてジャグジーやサウナ、露天風呂などがあり、外食やマッサージなどの各種施設を設けている。また、『湯けむり横丁』と銘打たれている施設では昭和30年代の温泉街を再現しており、足湯などの設備も付加されている。
湯快爽快の各店舗では、天然温泉をボーリングによって掘りあて正式な温浴施設として許可を得て営業しており、「野天湯元」を冠している。なお、閉店したみはま店・さかわ店は天然温泉ではなく人工温泉のみ使用していた。

## 店舗

### 直営店舗
- 野天湯元・湯快爽快 ちがさき（神奈川県茅ヶ崎市）
- 野天湯元・湯快爽快 ざま（神奈川県座間市）

### フランチャイズ店舗
- 島村工業（埼玉県の建築業者）による運営
  - 野天湯元・湯快爽快『湯けむり横丁』 おおみや（埼玉県さいたま市西区）
  - 野天湯元・湯快爽快『湯けむり横丁』 みさと（埼玉県三郷市）
- 神奈中スポーツデザイン（神奈中グループ）による運営
  - 野天湯元・湯快爽快 たや（神奈川県横浜市栄区）

### 過去に存在した店舗
- 湯快爽快 さかわ店（神奈川県小田原市）

初のフランチャイズ店舗。天然温泉ではなかった。
- 湯快爽快 いよてつの湯（愛媛県松山市）

伊予鉄道の施設を借り受けての運営であったが、2007年10月閉店。同施設はその後、2009年より東道後のそらともりとして、別事業者の下で営業を再開している。
- 湯快爽快『湯けむり横丁』 みはま（千葉県千葉市美浜区）
- 野天湯元・湯快爽快 くりひら（神奈川県川崎市麻生区）